# 大田市駅
大田市駅（おおだしえき）は、島根県大田市大田町大田にある、西日本旅客鉄道（JR西日本）山陰本線の駅である。特急列車は全て停車する。事務管コードは▲640748。

## 歴史
- 1915年（大正4年）7月11日：鉄道院山陰本線小田駅 - 当駅間延伸時に終着駅の石見大田駅（いわみおおたえき）として開設。客貨取扱開始[1][2]。
- 1917年（大正6年）5月15日：山陰本線当駅 - 仁万駅間延伸、途中駅となる。
- 1941年（昭和16年）4月15日：2代目駅舎完成[5]。
- 1947年（昭和22年）11月30日：当駅に昭和天皇が乗車したお召し列車が停車し、駅前奉迎が行われる（昭和天皇の戦後巡幸）[6]。
- 1970年（昭和45年）12月6日：現3代目駅舎完成[1]。
- 1971年（昭和46年）
  - 2月1日：大田市駅（おおだしえき）に改称[1]。
  - 4月19日：天皇、皇后が全国植樹祭に行幸啓。お召し列車が当駅発、江津駅着で運行[7]。
- 1973年（昭和48年）6月25日：みどりの窓口営業開始[1]。
- 1975年（昭和50年）8月8日：久手方面が単線自動化[1]。
- 1976年（昭和51年）6月1日：静間方面が単線自動化[1]。
- 1980年（昭和55年）10月1日：大田電気支区開設[1]。
- 1983年（昭和58年）12月31日：貨物取扱廃止[8]。
- 1986年（昭和61年）11月1日：荷物扱い廃止[8]。
- 1987年（昭和62年）4月1日：国鉄分割民営化に伴い、西日本旅客鉄道（JR西日本）の駅となる[8]。
- 2007年（平成19年）10月6日：石見銀山 世界遺産 登録に伴う利用客増加のため、「大田市駅観光情報コーナー」「大田市駅観光案内所」を駅構内に隣接して設置。
- 2015年（平成27年）7月11日：開駅100周年を迎えた[2]。
- 2022年（令和4年）
  - 3月11日[要出典]：みどりの窓口営業終了。
  - 3月12日[要出典]：みどりの券売機プラス導入。

## 駅画像

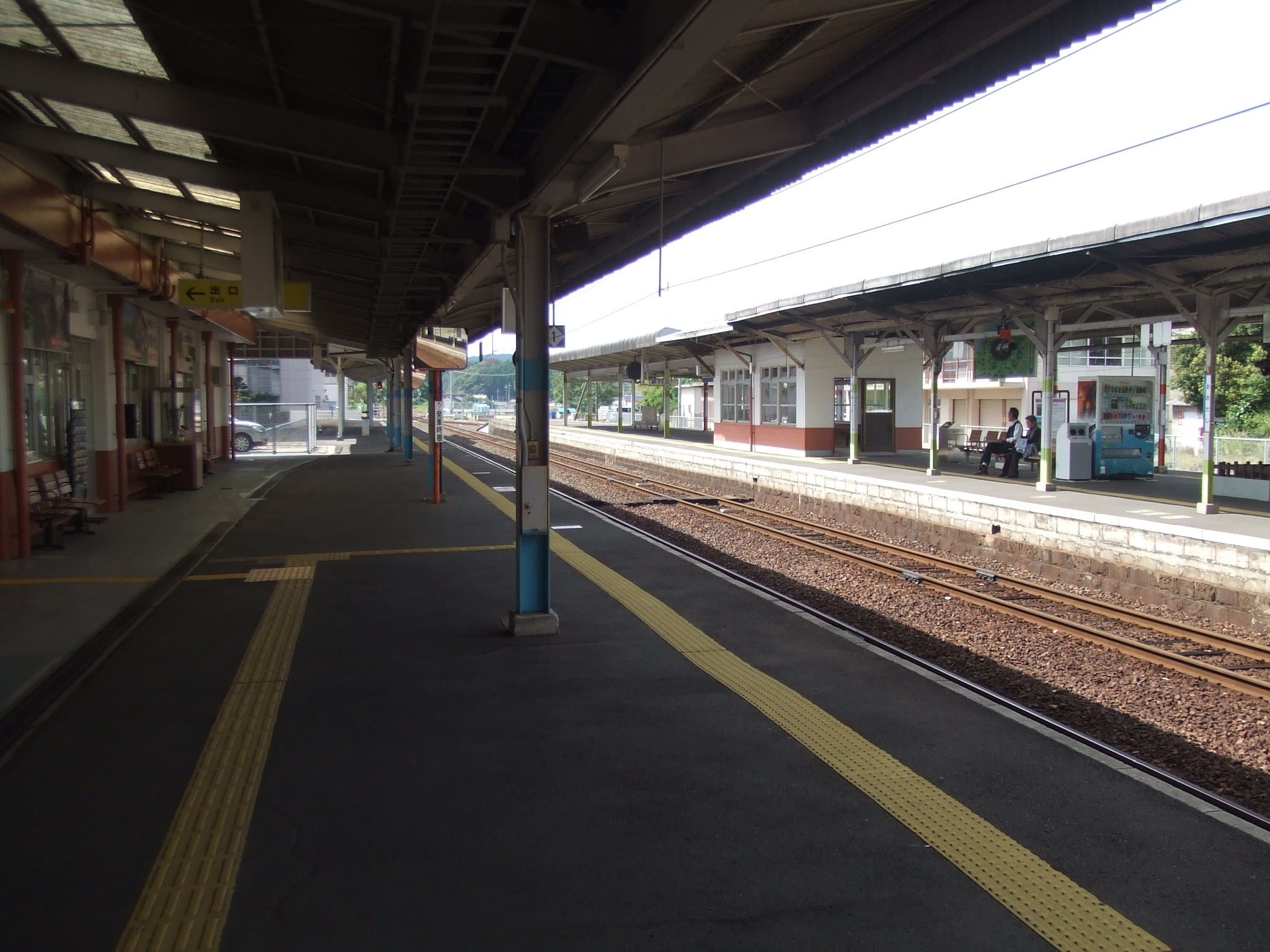
ホーム（2010年9月）

島式・単式ホーム混合2面3線を有する列車交換・待避・折返し可能な地上駅。両ホームは跨線橋で連絡している。
浜田鉄道部管理の直営駅。

### のりば
| のりば | 路線     | 方向 | 行先             | 備考          |
| ------ | -------- | ---- | ---------------- | ------------- |
| 1      | 山陰本線 | 下り | 浜田・益田方面   | 一部3番のりば |
| 2・3   | 山陰本線 | 上り | 出雲市・松江方面 |               |

付記事項
- 1番のりばが下り本線、2番のりばが上り本線である。上下副本線である3番のりばは特急退避および、出雲市駅 - 当駅間の区間列車の折り返しに使われている。かつては終列車留置にも使われていた。出雲市発22時半の最終は2021年10月1日限りで廃止され[10]、2022年3月12日からは終列車留置もなくなった（当駅までの最終列車は折り返し出雲市駅行きの最終列車となる。）。
- 1987年4月1日時点では、当駅に至る出雲市発の最終は20時台[11]で、続く翌年の3月13日の改正[12]でも、当駅に至る出雲市発の最終は21時台、浜田発21時台の最終は当駅止まり、翌朝5時に浜田行きとして運行されていた[11][12]。

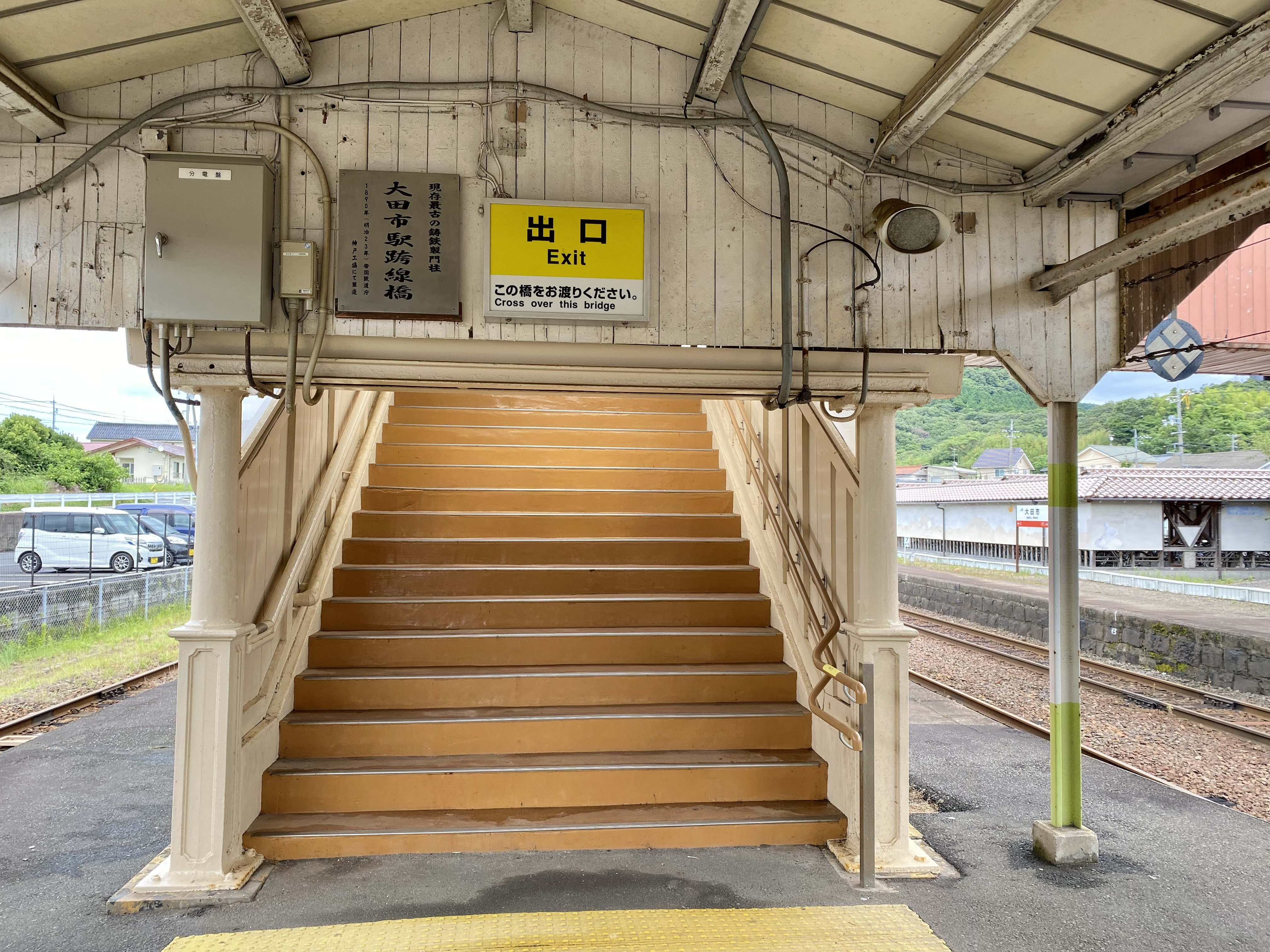
駅構内にある跨線橋の鋳鉄製門柱は日本最古のもの
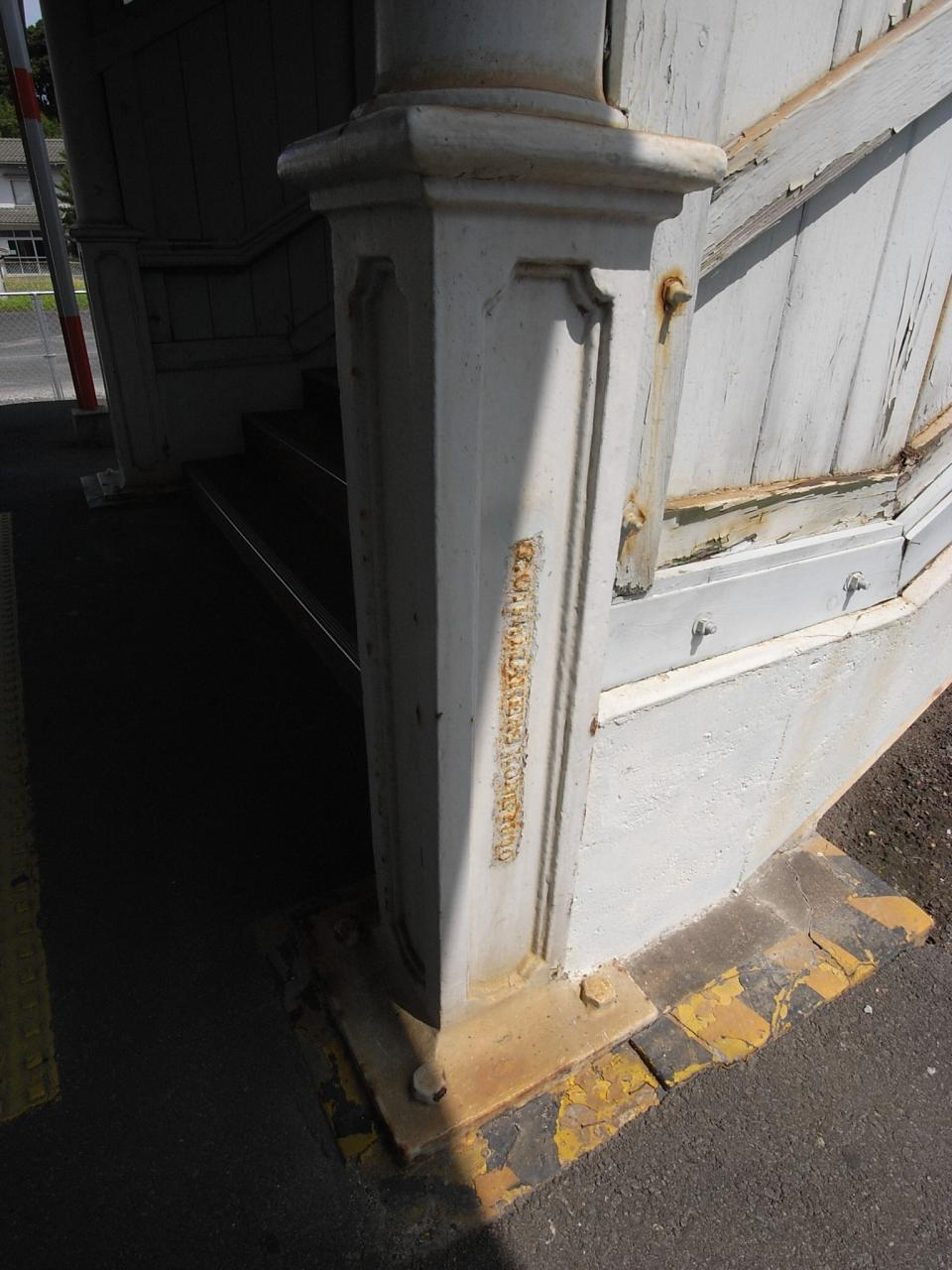
側面には「I.G.R. MAKERS KOBE 1890」の刻印がある
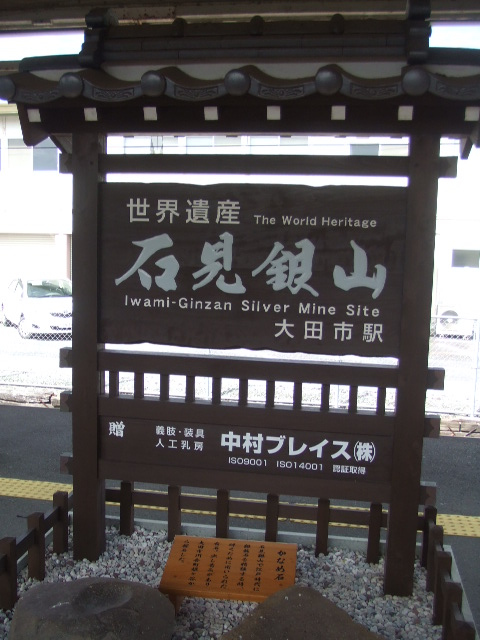
『世界遺産 石見銀山』と書かれた看板（2010年9月）

### 駅構内の施設
- みどりの券売機プラス
- キヨスク：1971年（昭和46年）2月1日に営業開始[1]。
- 大田市駅観光情報コーナー
- 大田市駅観光案内所

## 利用状況
開業当日の乗降客人員は716人であった。
2022年度の1日平均乗車人員は358人である。2004年度は657人、1994年度は883人、1984年度は1,093人だった。
近年の1日平均乗車人員の推移は以下の通り。
| 乗車人員推移 | 乗車人員推移 |
| 年度         | 1日平均人数  |
| ------------ | ------------ |
| 1970         | 1,748        |
| 1999         | 776          |
| 2000         | 753          |
| 2001         | 688          |
| 2002         | 681          |
| 2003         | 650          |
| 2004         | 657          |
| 2005         | 650          |
| 2006         | 653          |
| 2007         | 659          |
| 2008         | 675          |
| 2009         | 638          |
| 2010         | 608          |
| 2011         | 592          |
| 2012         | 572          |
| 2013         | 594          |
| 2014         | 552          |
| 2015         | 524          |
| 2016         | 536          |
| 2017         | 512          |
| 2018         | 496          |
| 2019         | 464          |
| 2020         | 363          |
| 2021         | 331          |
| 2022         | 358          |

## 駅周辺
大田市の代表駅で、市街地の北端に位置する。

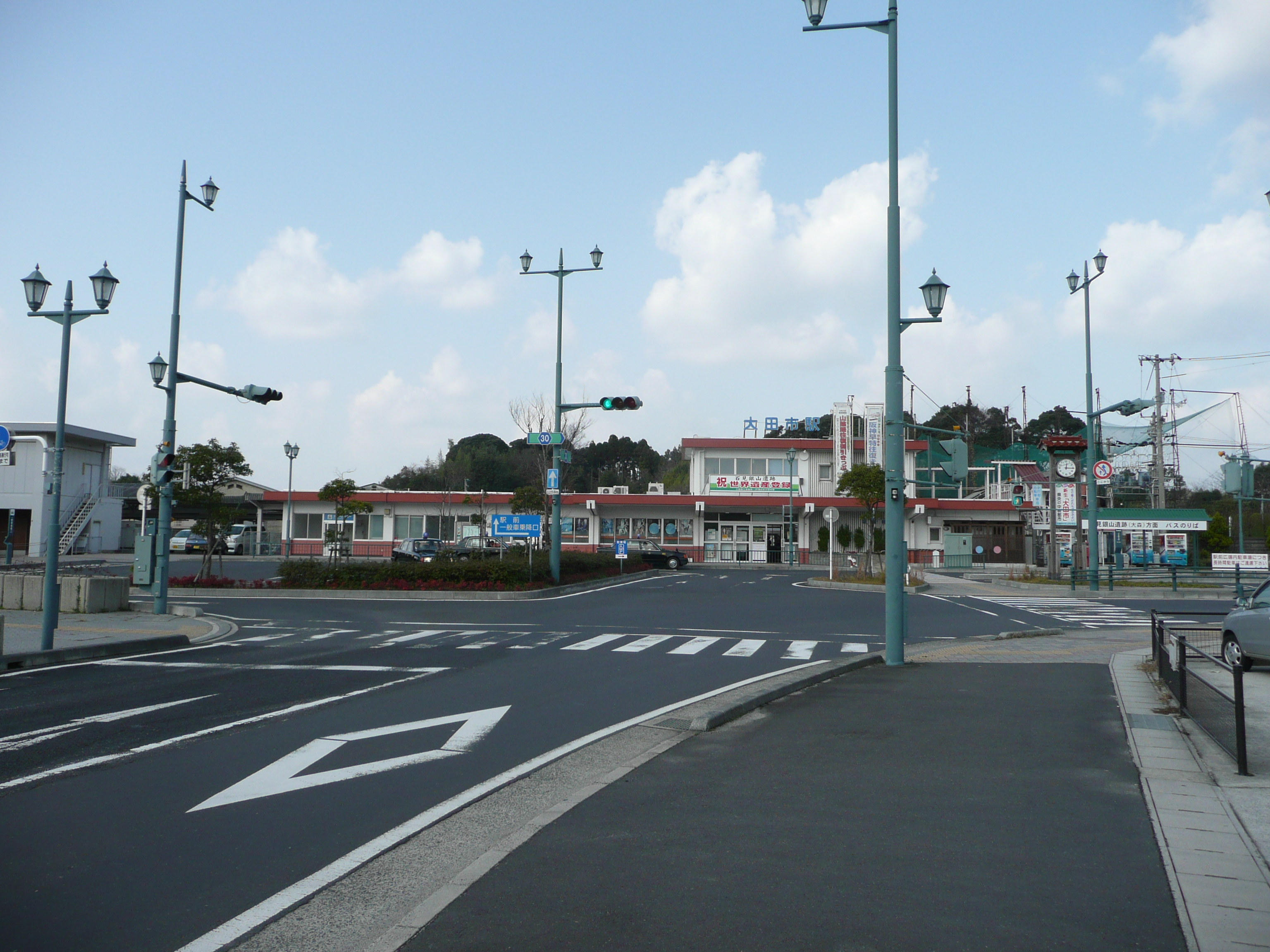
駅前ロータリー周辺

- 島根県立男女共同参画センター あすてらす（当駅に隣接）
- 大田市駅前郵便局
- 山陰合同銀行大田支店
- 島根中央信用金庫大田営業部
- 石見交通大田営業所・大田バスセンター：1944年（昭和19年）2月3日に営業開始[14]。
- 大田警察署
- 石見大田税務署
- 大田商工会議所
- 大田市消防本部
- 島根県 大田集合庁舎
- 大田市役所
- 島根県県央保健所
- 石東病院
- 大田市立病院
- 大田市中央図書館
- 大田市立大田小学校
- 大田市立第一中学校
- 島根県立大田高等学校
- サンレディー大田
- 大田市民会館
- ハローワーク石見大田
- スカイホテル大田
- 出雲村田製作所イワミ工場（旧イワミ村田製作所）
- 国道9号
- 国道375号
- 島根県道30号三瓶山公園線
- 島根県道174号和江港大田市停車場線
- ドラッグストアコスモス 大田駅南店
- みしまや 大田長久店
- グッディー大田店
- スーパーセンタートライアル大田店

## バス路線
「大田市駅」停留所にて、石見交通の路線が発着する。
- 石見銀山号：広島駅新幹線口（イワミツアーと共同運行）
- 大森・大家線：世界遺産センター・横谷口・大家回転場・川上
- 川本線：石見川本駅
- 粕渕線：粕渕駅・酒谷
- 三瓶線：下の町・青少年交流の家
- 大田市内・和江線

なお、「大田市駅」停留所に停車するバスは以上であるが、石見交通大田営業所・大田バスセンターが大田市駅の向かいにあり、以上の路線の他大田営業所管内の殆どのバスは、大田バスセンターが始発・終着点となっている。

## 隣の駅
※特急「スーパーおき」・「スーパーまつかぜ」（以上はいずれも全列車停車）の隣の停車駅については各列車記事を参照。
西日本旅客鉄道（JR西日本）
 山陰本線
久手駅 - 大田市駅 - 静間駅

#### 統計資料
1. ↑  “島根県統計書”. しまね統計情報データベース.   島根県政策企画局. 2025年2月4日閲覧。